# Georg Martin Ignaz Raab
Georg Martin Ignaz Raab (* 1. Februar 1821 in Wien; † 31. Dezember 1885 ebenda) war ein österreichischer Maler. 

## Leben
Geboren wurde er als Sohn eines Hofzahlamtsdieners. 
Er studierte 1833–1837 an der Wiener Akademie der bildenden Künste bei Leopold Kupelwieser, war ein geschickter Bildnismaler in Öl und Aquarell, beschäftigte sich auch mit Lithographie und mit Miniaturmalerei auf Elfenbein. 

## Einige Werke

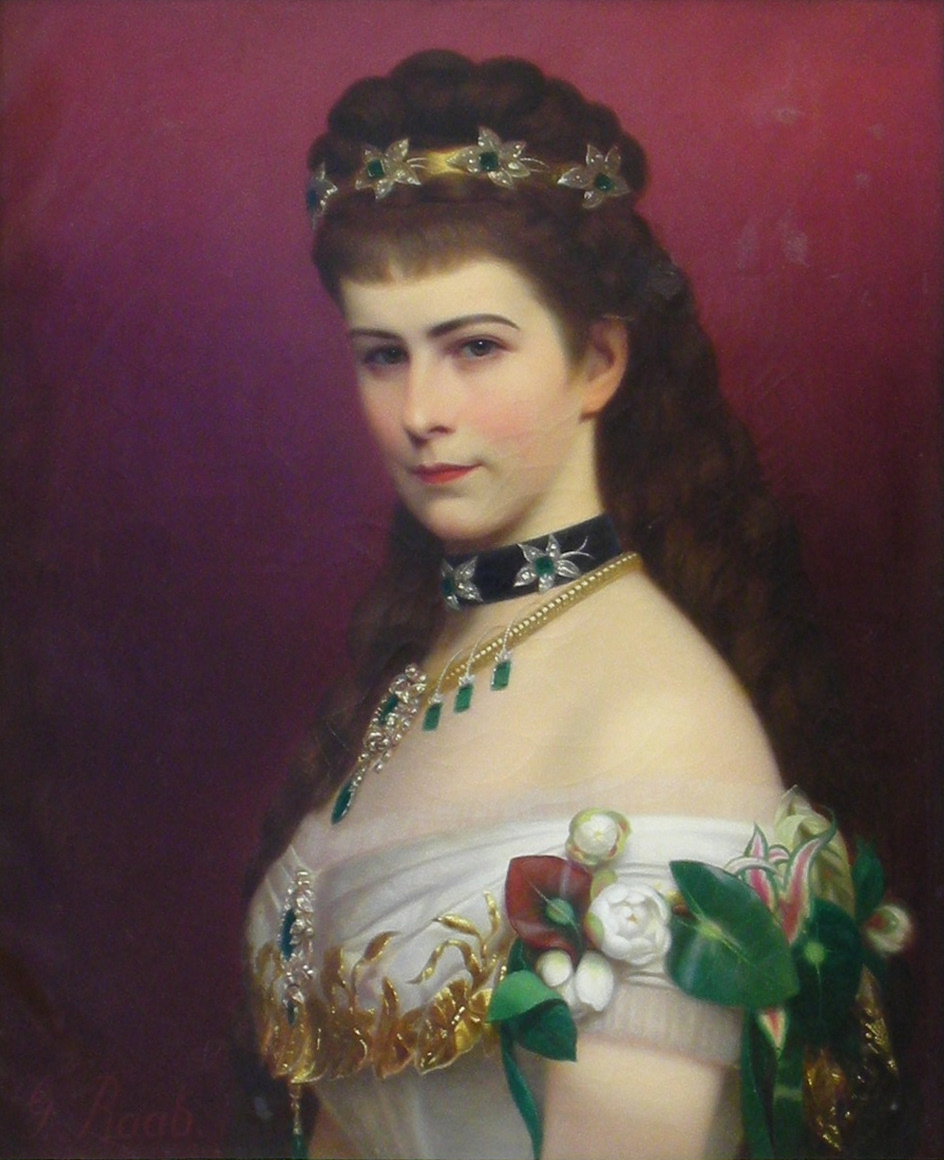
Porträt der Kaiserin Elisabeth
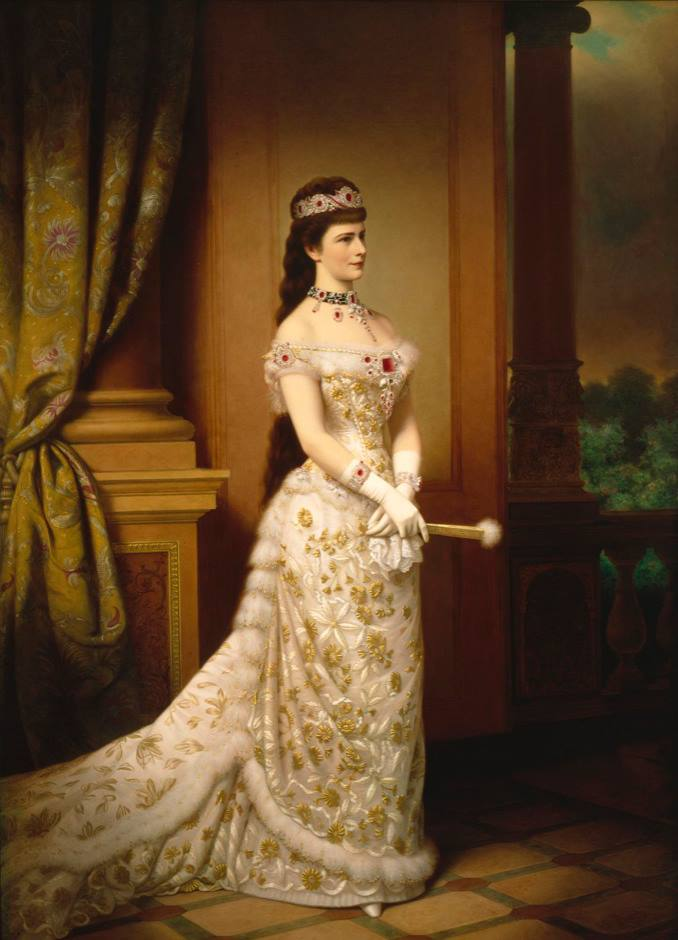
Kaiserin Elisabeth im Rubinschmuck
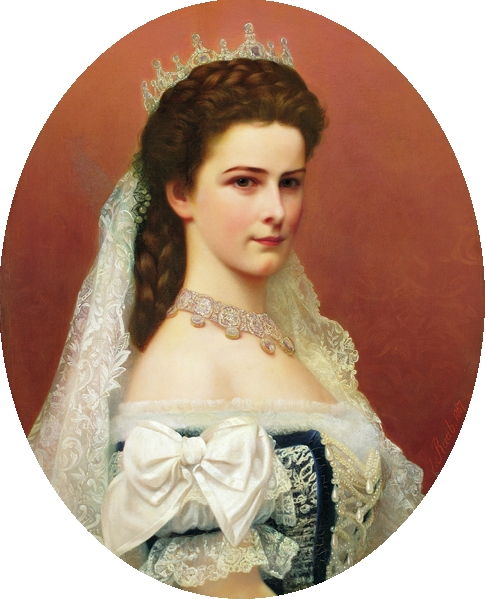
Kaiserin Elisabeth als ungarische Königin
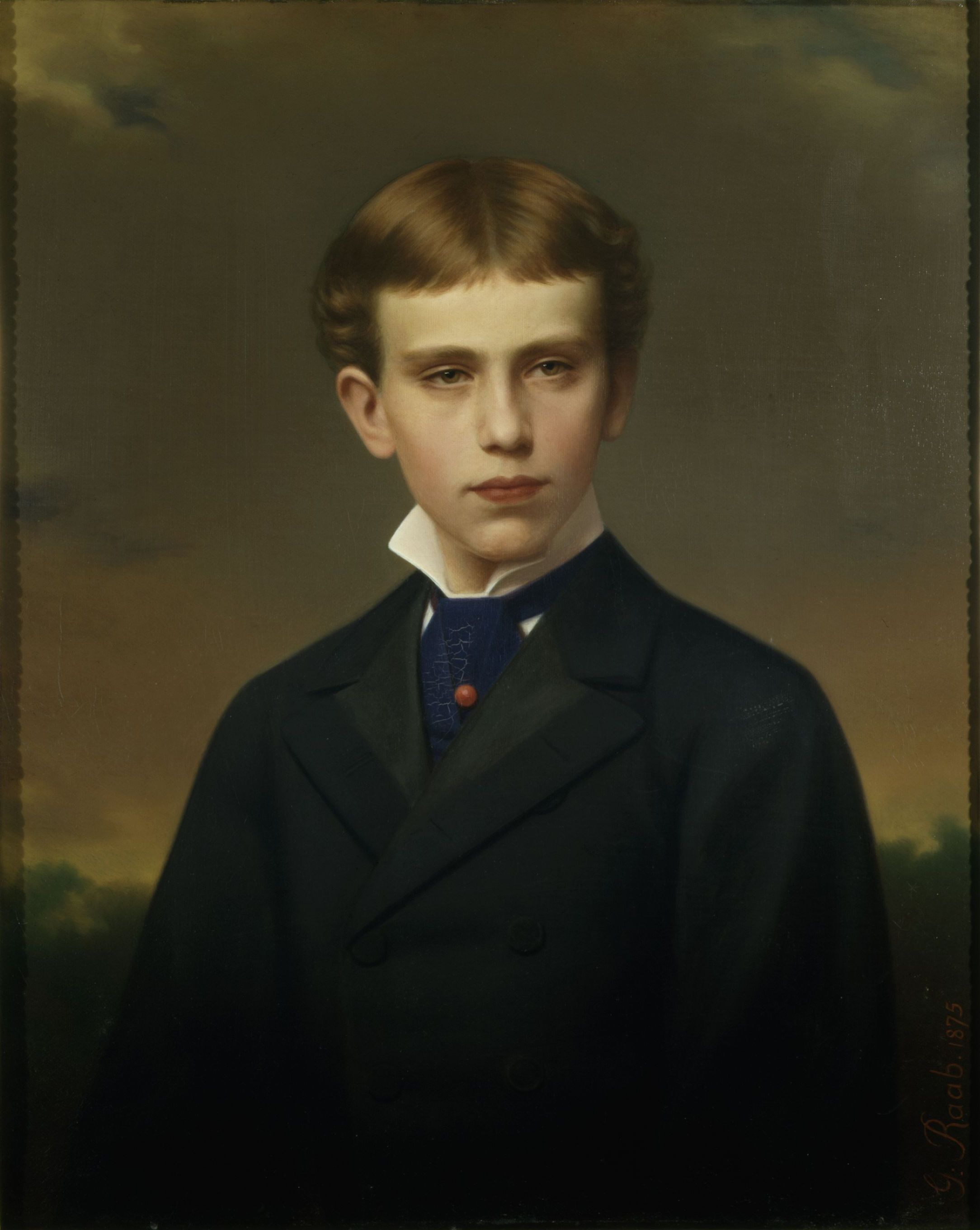
Kronprinz Rudolf mit 16 Jahren